# Georgia Moore
Georgia Moore (née le 8 avril 1987 à Melbourne en Australie) est une joueuse australienne de hockey sur glace .

## Biographie

### Carrière en club
Elle a été formée avec les Rockies de Strathmore, elle y joue trois ans puis en 2011, elle rejoint l'équipe du CWHL de l'Alberta de la ligue canadienne de hockey féminin lors de la fusion des Rockies avec les Chimos d'Edmonton ,.

### Carrière internationale
Elle représente l'Australie en senior au championnat du monde de hockey sur glace féminin 2011.

## Statistiques de carrière

### En club
| Saison    | Équipe                | Ligue |    | Saison régulière | Saison régulière | Saison régulière | Saison régulière | Saison régulière |    | Séries éliminatoires | Séries éliminatoires | Séries éliminatoires | Séries éliminatoires | Séries éliminatoires |
| Saison    | Équipe                | Ligue | PJ | B                | A                | Pts              | Pun              | PJ               | B  | A                    | Pts                  | Pun                  |                      |                      |
| 2008-2009 | Rockies de Strathmore | WWHL  | 20 | 0                | 0                | 0                | 12               | 1                | 0  | 0                    | 0                    | 2                    |                      |                      |
| 2010-2011 | Rockies de Strathmore | WWHL  | 17 | 0                | 0                | 0                | 14               | --               | -- | --                   | --                   | --                   |                      |                      |
| 2011-2012 | Rockies de Strathmore | WWHL  | 3  | 0                | 0                | 0                | 0                | --               | -- | --                   | --                   | --                   |                      |                      |
|           |                       |       |    |                  |                  |                  |                  |                  |    |                      |                      |                      |                      |                      |
| 2017-2018 | Melbourne Ice         | AWIHL | 12 | 0                | 3                | 3                | 8                | 2                | 0  | 0                    | 0                    | 4                    |                      |                      |
| 2018-2019 | Melbourne Ice         | AWIHL | 12 | 5                | 6                | 11               | 8                | 2                | 0  | 1                    | 1                    | 0                    |                      |                      |

### En équipe nationale
| Année | Équipe    | Compétition                   |   | PJ | B | A | Pts | Pun                        |  | Résultat |
| 2004  | Australie | Championnat du monde Div. II  | 5 | 1  | 0 | 1 | 2   | Cinquième Div. II          |  |          |
| 2005  | Australie | Championnat du monde Div. III | 5 | 1  | 0 | 1 | 2   | Cinquième Div. III         |  |          |
| 2008  | Australie | Championnat du monde Div. II  | 5 | 0  | 0 | 0 | 2   | Sixième Div. II            |  |          |
| 2011  | Australie | Championnat du monde Div. III | 5 | 2  | 0 | 2 | 2   | Médaille d'argent Div. III |  |          |
| 2012  | Australie | Championnat du monde Div. IIA | 5 | 2  | 0 | 2 | 4   | Troisième Div. IIA         |  |          |
| 2013  | Australie | Championnat du monde Div. IIA | 5 | 0  | 2 | 2 | 6   | Troisième Div. IIA         |  |          |
| 2014  | Australie | Championnat du monde Div. IIA | 5 | 0  | 2 | 2 | 0   | Sixième Div. IIA           |  |          |
| 2015  | Australie | Championnat du monde Div. IIB | 5 | 2  | 1 | 3 | 4   | Cinquième Div. IIB         |  |          |
| 2020  | Australie | Championnat du monde Div. IIB | 5 | 2  | 6 | 8 | 0   | Médaille d'or Div. IIB     |  |          |